# Stade municipal des Allées Jean Leroi
Het Stade municipal des Allées Jean Leroi is een multifunctioneel stadion in Blois, een stad in Frankrijk. In het stadion is plaats voor 7.000 toeschouwers. Het stadion wordt vooral gebruikt voor voetbalwedstrijden, de voetbalclub Blois Foot 41 maakt gebruik van dit stadion. Het stadion werd ook gebruikt op het Europees kampioenschap voetbal voor mannen onder 17 van 2004. Op dat toernooi werden er drie groepswedstrijden gespeeld en de halve finale tussen Frankrijk en Portugal (3–1).